# Joachim Blichfeld
Joachim Blichfeld, född 17 juli 1998, är en dansk professionell ishockeyforward som är kontrakterad till San Jose Sharks i National Hockey League (NHL) och spelar för San Jose Barracuda i American Hockey League (AHL). Han har tidigare spelat för Portland Winterhawks i Western Hockey League (WHL).
Blichfeld draftades av San Jose Sharks i sjunde rundan i 2016 års draft som 210:e spelare totalt.

## Statistik
| 2013–2014  | Frederikshavn IK     | 1. division     | 13  | 4   | 4   | 8   | 2   | —  | —  | —  | —  | —  |
| 2014–2015  | Malmö Redhawks       | J18 Elit        | 20  | 11  | 5   | 16  | 14  | —  | —  | —  | —  | —  |
|            | Malmö Redhawks       | J18 Allsvenskan | 17  | 9   | 10  | 19  | 6   | 2  | 0  | 1  | 1  | 0  |
|            | Malmö Redhawks       | J20 Superelit   | 2   | 0   | 0   | 0   | 0   | 2  | 0  | 0  | 0  | 2  |
| 2015–2016  | Malmö Redhawks       | J18 Elit        | 1   | 0   | 0   | 0   | 2   | —  | —  | —  | —  | —  |
|            | Malmö Redhawks       | J18 Allsvenskan | 2   | 0   | 0   | 0   | 0   | 5  | 5  | 3  | 8  | 2  |
|            | Malmö Redhawks       | J20 Superelit   | 45  | 15  | 13  | 28  | 10  | 3  | 2  | 0  | 2  | 0  |
| 2016–2017  | Portland Winterhawks | WHL             | 63  | 28  | 30  | 58  | 34  | 11 | 5  | 5  | 10 | 8  |
| 2017–2018  | Portland Winterhawks | WHL             | 56  | 24  | 32  | 56  | 51  | 12 | 3  | 6  | 9  | 10 |
|            | San Jose Barracuda   | AHL             | —   | —   | —   | —   | —   | 2  | 0  | 0  | 0  | 0  |
| 2018–2019  | Portland Winterhawks | WHL             | 68  | 53  | 61  | 114 | 70  | 5  | 2  | 2  | 4  | 0  |
| 2019–2020  | San Jose Sharks      | NHL             | 1   | 0   | 0   | 0   | 0   | —  | —  | —  | —  | —  |
|            | San Jose Barracuda   | AHL             | 20  | 9   | 10  | 19  | 8   | —  | —  | —  | —  | —  |
| NHL totalt | NHL totalt           | NHL totalt      | 1   | 0   | 0   | 0   | 0   | —  | —  | —  | —  | —  |
| AHL totalt | AHL totalt           | AHL totalt      | 20  | 9   | 10  | 19  | 8   | 2  | 0  | 0  | 0  | 0  |
| WHL totalt | WHL totalt           | WHL totalt      | 187 | 105 | 123 | 228 | 155 | 28 | 10 | 13 | 23 | 18 |

### Internationellt
| Källa: Uppdaterad: 2019-12-13 | Källa: Uppdaterad: 2019-12-13 | Källa: Uppdaterad: 2019-12-13 |         | Utv = Utvisningsminuter | Utv = Utvisningsminuter | Utv = Utvisningsminuter | Utv = Utvisningsminuter | Utv = Utvisningsminuter |
| År                            | Lag                           | Mästerskap                    | Matcher | Mål                     | Assists                 | Poäng                   | Utv                     |                         |
| ----------------------------- | ----------------------------- | ----------------------------- | ------- | ----------------------- | ----------------------- | ----------------------- | ----------------------- | ----------------------- |
| 2015                          | Danmark                       | U18-D1A                       | 4       | 0                       | 0                       | 0                       | 0                       |                         |
| 2016                          | Danmark                       | U18                           | 7       | 4                       | 2                       | 6                       | 2                       |                         |
| 2016                          | Danmark                       | JVM                           | 5       | 3                       | 1                       | 4                       | 4                       |                         |
| 2018                          | Danmark                       | JVM                           | 6       | 3                       | 3                       | 6                       | 4                       |                         |
| Junior totalt                 | Junior totalt                 | Junior totalt                 | 22      | 10                      | 6                       | 16                      | 10                      |                         |